# Diopatra bengalensis
Diopatra bengalensis är en ringmaskart som beskrevs av Hartman 1974. Diopatra bengalensis ingår i släktet Diopatra och familjen Onuphidae. Inga underarter finns listade i Catalogue of Life.